# هنري ريتر
هنري ريتر (بالألمانية: Henry Ritter)‏ هو رسام توضيحي ورسام ألماني، ولد في 24 مايو 1816 في مونتريال في كندا، وتوفي في 1 ديسمبر 1853 في دوسلدورف في ألمانيا.

## معرض صور

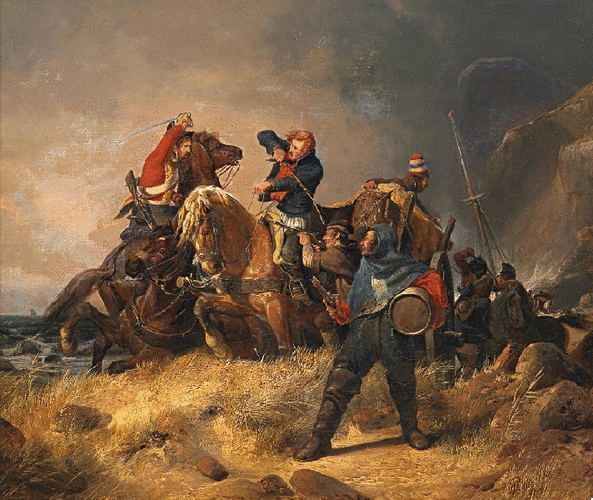
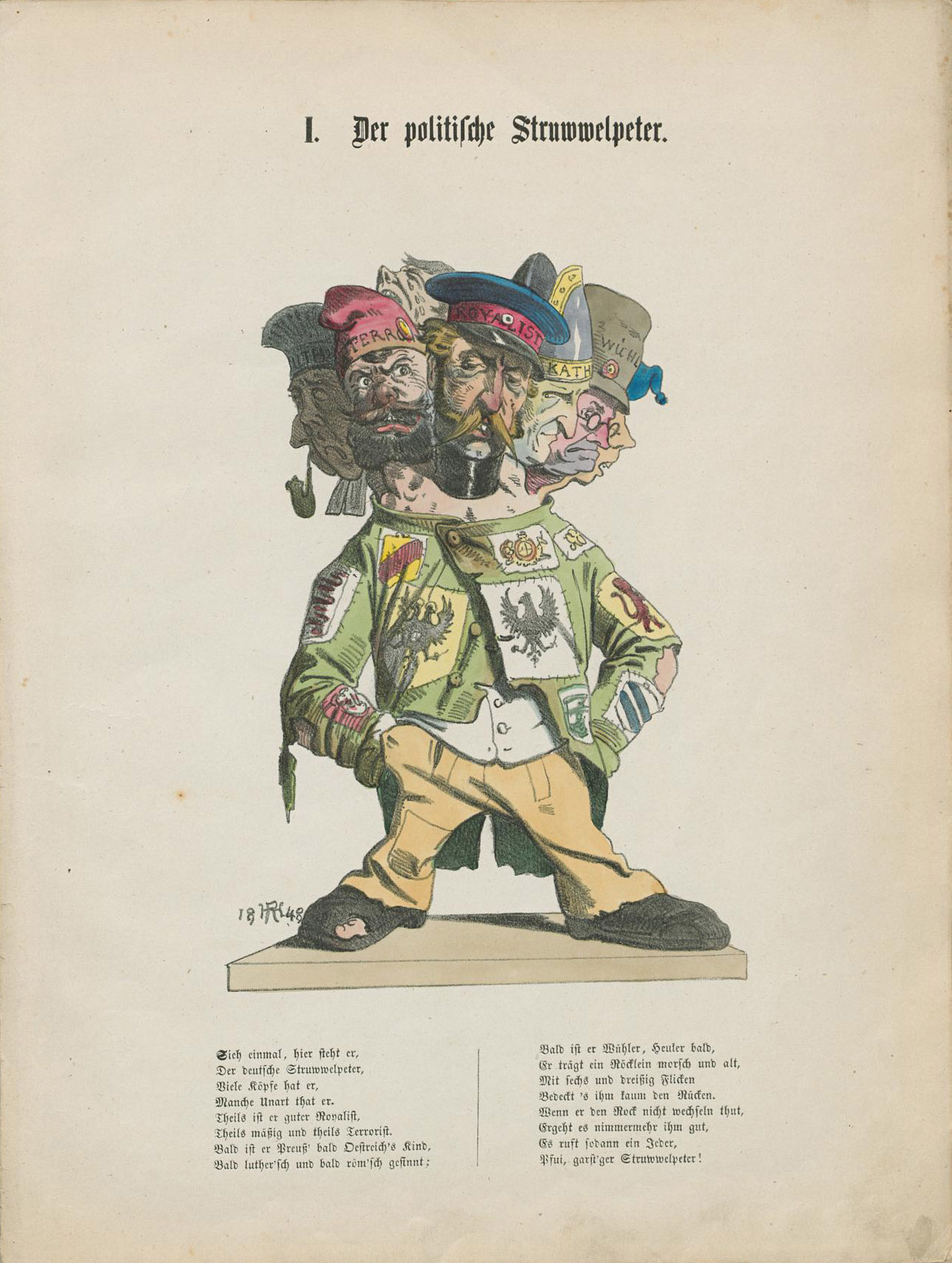
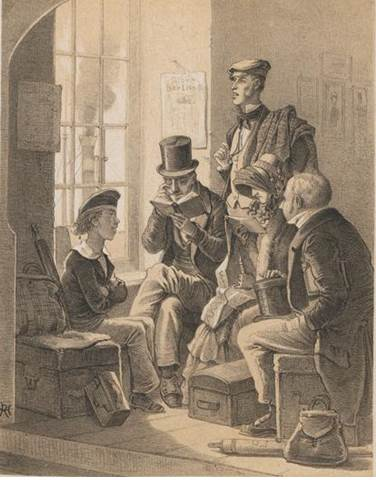
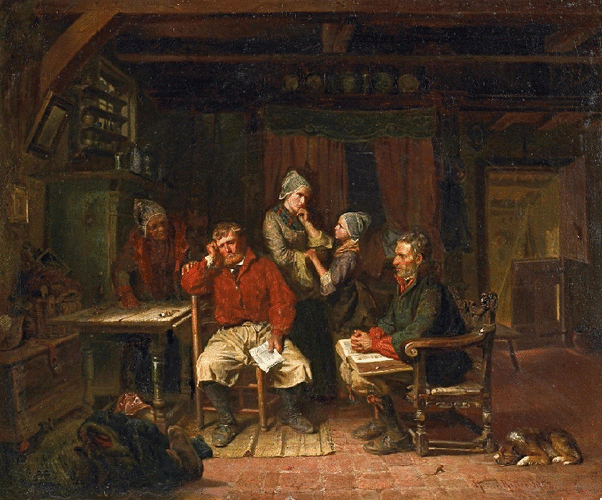